# President van Cuba

Vlag van de president van Cuba

De president van Cuba is het staatshoofd van Cuba. Volgens de Cubaanse grondwet uit 1976 staat de president aan het hoofd van de Cubaanse Raad van State. Het hoofd van de Raad van State is tegelijkertijd staatshoofd en hoofd van de regering. Als het hoofd van de Raad van State verhinderd is, of afwezig is door ziekte of overlijden worden zijn taken overgenomen door de vicepresident van de Raad van State.